# Rosa 'Julia Renaissance'
'Julia Renaissance' (el nombre del obtentor registrado de 'Julia Renaissance'® ), es un cultivar de rosa que fue conseguido en Dinamarca en 1996 por el rosalista danés Poulsen.

## Descripción
'Julia Renaissance' es una rosa moderna cultivar Arbusto 'Renaissance'® del grupo Híbrido de té.
El cultivar procede del cruce de parentales no revelados.
Las formas arbustivas del cultivar tienen porte erguido y alcanza 120 cm de alto por 120 cm de ancho. Las hojas son de color verde oscuro y semibrillante. Sin espinas o casi.
Sus delicadas flores de color rosa ligero a albaricoque, rubor suave a albaricoque blanquecino. Fragancia moderada dulce. Rosa de diámetro medio de 3.5". La flor grande, muy plena de 41 o más pétalos. floración en forma de taza.
Florece en oleadas a lo largo de la temporada. Primavera o verano son las épocas de máxima floración, si se le hacen podas más tarde tiene después floraciones dispersas.

## Origen
El cultivar fue desarrollado en Dinamarca por el prolífico rosalista danés Poulsen, en 1996. 'Nadia Renaissance' es una rosa híbrida diploide con ascendentes parentales no revelados.
El obtentor fue registrado bajo el nombre cultivar de 'Julia Renaissance'® por Poulsen en 1996 y se le dio el nombre comercial de exhibición 'Julia Renaissance'™.
También se le reconoce por los sinónimos de 'POUlheart', 'Phillipa'™, y 'Julia ™'.
La rosa fue conseguida por hibridación por " L. Pernille Olesen"/"Mogens Nyegaard Olesen" en Dinamarca antes de 1996, e introducida en el mercado danés en 1996 por Poulsen Roser A/S como 'Phillipa'.
La rosa 'Julia Renaissance' fue introducida en la Unión Europea con la patente "European Union - Patent No: 2036  on  4 Jun 1997/Application No: 95/0589
Holder: Poulsen Roser ApS. Approved denomination: POUlheart."
La rosa 'Julia Renaissance' fue introducida en Estados Unidos con la patente "United States - Application No: 09/270,179  on  15 Mar 1999 USA Patent application abandoned."

## Cultivo
Aunque las plantas están generalmente libres de enfermedades, es posible que sufran de punto negro en climas más húmedos o en situaciones donde la circulación de aire es limitada.
Las plantas toleran media sombra, a pesar de que se desarrollan mejor a pleno sol. En América del Norte son capaces de ser cultivadas en USDA Hardiness Zones 5b a 10b. La resistencia y la popularidad de la variedad han visto generalizado su uso en cultivos en todo el mundo.
Puede ser utilizado para las flores cortadas, o jardín. Vigorosa. En la poda de Primavera es conveniente retirar las cañas viejas y madera muerta o enferma y recortar cañas que se cruzan. En climas más cálidos, recortar las cañas que quedan en alrededor de un tercio. En las zonas más frías, probablemente hay que podar un poco más que eso. Requiere protección contra la congelación de las heladas invernales.